# 戴倫·賓特
戴倫·艾殊利·賓特（英語：Darren Ashley Bent，1984年2月6日—）是英格蘭職業足球運動員，司職前鋒，出身伊普斯维奇青訓系統。

## 生平

### 球會
幼年
戴倫·賓特幼年居於倫敦南部的圖廳（Tooting），他是阿仙奴的球迷，使用季票進場觀看球賽。在十歲時遷居劍橋郡。
葉士域治
戴倫·賓特是伊普斯维奇足球學校的學員。他協助青年隊在足總青年盃晉身四強。2001年被球隊提升為預備組球員。2001年11月1日首次在一隊亮相，在歐洲足協盃對希爾星堡比賽上陣，其後於11月27日聯賽盃負於紐卡素1-4取得首個進球 

。2002年4月24日對米杜士堡的比賽中取得英超第一個入球。該季戴倫·賓特上陣7次，射入2球，但伊普斯维奇遭到降級。賓特在英格蘭足球冠軍聯賽比賽，2002-03年球季，在聯賽取得18個入球。2003-04年在聯賽取得16個入球，2004-05年球季取得19個入球，成為隊中第二射手。
查爾頓
2005年6月，以250萬鎊加盟英超球隊查爾頓。在2005/06年球季第一場比賽迎戰新特蘭，賓特個人取得兩個入球，他亦成為「8月份最佳英超球員」，球季結束以18個進入在該季射手榜排行第三，季後獲查爾頓將合約延長至2010年。2006/07年，他取得13個進球，但球隊遭到降班，韋斯咸曾試圖收購他，球隊已答應出售，但遭到賓特拒絕。
熱刺
2007年本特留在英超比賽，7月29日正式加盟熱刺，收購價是1,650萬鎊，分三年支付，初步轉會費為1,550萬鎊，而餘下的100萬鎊按不同條款支付，而伊普斯维奇可按當初出售附加條款收取利潤的20%，初步可分取258萬鎊。8月22日取得效力熱刺的第一個進球，對手是打比郡。
新特蘭
2009年8月5日戴倫·賓特以破球會紀錄的身價加盟新特蘭，簽約四年，初步轉會費金額為1,000萬英鎊，潛在可增加到1,650萬英鎊，打破門將保持的900萬英鎊球會付出轉會費記錄。8月15日他在處子戰作客1-0擊敗保頓射入唯一入球，助新任領隊取得首勝；10月17日主場對利物浦，開賽後5分鐘戴倫·賓特的射球撞中「紅軍」拋入場內的沙灘球，導致門將失位，讓皮球溜入網窩，新特蘭就憑這幸運入球1-0擊敗利物浦。戴倫·賓特於效力首個球季在各項賽事合共上陣40場及射入25球，並於對英超四大豪門均有取得入球。
新特蘭在夏季高價簽入，並由於長期養傷而從曼聯借用小將，2010/11年球季揭幕戰主場2-2賽和伯明翰城戴倫·賓特即憑十二碼先拔頭籌。他在上半季仍然保持驕人的入球率，於上陣23場射入11球。
阿士東維拉
2011年1月17日戴倫·賓特提出轉會要求，翌日處於護級邊緣的阿士東維拉以破球會記錄的1,800萬英鎊羅致戴倫·賓特，附加條款可以增加至2,400萬英鎊，簽約四年半至2015年。前新特蘭球員奇雲·菲臘斯質疑戴倫·賓特的轉會純為「向錢看」。

### 國際賽
在青年軍方面，戴倫·賓特曾參加19歲以下及21歲以下的賽事，在21歲以下的賽事中，上陣14次，取得8個入球。
在成年隊，戴倫·賓特於2006年3月1日對烏拉圭首次為英格蘭上陣，但未取得進球。在此以前，2005年8月17日對丹麥的熱身賽，被選入名單之內，但沒有出賽。11月18日對克羅地亞的歐洲國家盃外圍賽上陣。2009年，戴倫·賓特被召入隊，代替受傷的卡頓·高爾參與2010年世界盃外圍賽對烏克蘭的賽事。隨後也入選於11月14日友賽巴西的賽事。2010年9月7日在2012年歐國盃外圍賽作客3-1擊敗瑞士，戴倫·賓特取得首個成年國家隊入球。
國際賽入球
| # | 日期         | 地點                       | 對賽球隊 | 入球 | 賽果 | 競賽               |
| - | ------------ | -------------------------- | -------- | ---- | ---- | ------------------ |
| 1 | 2010年9月7日 | 瑞士巴塞尔圣雅各布公园球场 | 瑞士     | 1–3  | 1-3  | 2012年歐國盃外圍賽 |

## 外部連結
- 足球数据库：戴倫·賓特的球员统计数据
- 阿士韋維拉官方 戴倫·賓特檔案
- 英格蘭足總：戴倫·賓特 （页面存档备份，存于）